# Cité provisoire de Soye
La cité provisoire de Soye (ou cité de Soye) en un ancien quartier d'habitation, cité d'urgence d'après-guerre, destiné aux sinistrés des bombardements de la commune de Lorient, situé sur la commune de Ploemeur, dans le Morbihan (France).

## Localisation
La cité est aménagée dans le parc du château de Soye, sur une surface d'environ 10 hectares, à environ 1,1 km à vol d'oiseau au nord-est du centre-ville de Ploemeur et environ 1,2 km à l'ouest de la limite administrative de la commune de Lorient.

## Histoire
La cité est construite durant les années 1945 à 1947, pour accueillir les sinistrés de la ville de Lorient détruite pendant les bombardements de la Seconde Guerre mondiale. En plus des cités lorientaises, elle fait partie des nombreuses cités provisoires érigées sur les communes voisines de Lorient pour les besoins de celle-ci (Ploemeur, Keryado, Lanester et Larmor Plage). La cité est occupée jusqu'en 1985. Initialement conçu pour une situation transitoire n’excédant pas 10 ans, les derniers habitants ne quittent la cité qu'en 1985, et les destructions des baraques s'étalent jusqu'en 1991 et sont effectuées par l'entreprise Bihannic de Caudan.
En 1945, en plus des baraques de l'armée allemande déjà présentes sur le site, le MRU décide de l'implantation de 150 baraques françaises type "534.10" parfois nommées "Périgault", du nom de l'entrepreneur lorientais qui en produisait à Lanester. En 1946, avec l'arrivée des livraisons de baraques canadiennes on dénombre 252 baraques construites sur le site. En 1957, un décompte du MRU, retranscrit dans les registres du conseil municipal de Lorient, dénombre 286 baraques. Le dernier comptage réalisé en 1962 indique 307 baraques dans la cité. Quelques commerces (dont un bijoutier, plusieurs alimentations et bars), une école (cycles 1 et 2) sont également aménagés sur le site. Environ 4000 personnes, dont le dessinateur Jacques-Armand Cardon, habiteront la cité provisoire durant son existence
Après l'abandon de la cité en 1985, le site est progressivement délaissé.La baraque no 50, une canadienne est détruite en 1991. Entre 2004 (redécouverte du lavoir par les bénévoles), 2007 (française 534.10), 2014 (américaine UK100) et 2016 (canadienne), des baraques sont restaurées et réimplantées par l'association Mémoire de Soye, qui en dresse un micro-musée nommé "Cité de l'habitat provisoire". 
Le baraquement 534.10 et le baraquement UK 100  ainsi que le lavoir en ciment sont inscrits au titre des monuments historiques par l'arrêté du 16 septembre 2016.
Le baraquement canadien des entreprises J.Ulysse Sainte-Marie est à son tour inscrits au titre des monuments historiques par l'arrêté du 19 mai 2019.
Depuis juillet 2014, des visites guidées sont organisées régulièrement par le label "Ville d'Art et d'Histoire" de la Ville de Lorient.

## Description
Outre les jardins et les bâtiments du domaine de soye (manoir, orangerie, fermes, ancienne école de plein air), ainsi que le centre culturel Amzer Nevez et le parc technologique, le site ne comprend plus que 3 baraques restaurées ainsi que le lavoir en béton accompagné d'un bloc sanitaire , trois cuves en béton servant en prévention des incendies, et les fondations des baraques no 179 et no 184.
| Monument                                                                | Coordonnées                 | Protection        | Notes               | Illustration |
| ----------------------------------------------------------------------- | --------------------------- | ----------------- | ------------------- | ------------ |
| Baraquement 534.10                                                      | 47° 44′ 33″ N, 3° 24′ 40″ O | Inscrit MH (2016) | restauré en 2007    |              |
| Pavillon des entreprises J. Ulysse Sainte-Marie, dit baraque canadienne | 47° 44′ 33″ N, 3° 24′ 40″ O | Inscrit MH (2019) | restauré en 2016    |              |
| Baraquement UK 100                                                      | 47° 44′ 33″ N, 3° 24′ 40″ O | Inscrit MH (2016) | restauré en 2014    |              |
| Lavoir en béton                                                         | 47° 44′ 36″ N, 3° 24′ 46″ O | Inscrit MH (2016) | redécouvert en 2004 |              |